# ラヴァヌーザ
ラヴァヌーザ（イタリア語: Ravanusa）は、イタリア共和国シチリア自治州アグリジェント県にある、人口約11,000人の基礎自治体（コムーネ）。

## 地理

### 位置・広がり

#### 隣接コムーネ
隣接するコムーネは以下の通り。
- ブテーラ (CL)、
- カンポベッロ・ディ・リカータ
- リカータ
- マッツァリーノ (CL)
- ナーロ
- リエージ (CL)
- ソンマティーノ (CL)